# The Swenkas
|  | Denne artikel er oprettet af botten PalnaBot ud fra en ekstern database. Den kan derfor have sproglige fejl eller mangler. Denne skabelon kan fjernes efter kontrol af indholdet. |

The Swenkas er en dokumentarfilm fra 2005 instrueret af Jeppe Rønde efter manuskript af Jeppe Rønde og Kim Leona.
Filmen blev i 2006 tildelt en Robert for årets lange dokumentarfilm.

## Handling
Swenkaerne er en lille gruppe arbejdende zulumænd fra post-apartheid Sydafrika. Mænd, der hver lørdag aften efterlader deres beskidte overalls bag sig og i stedet iklæder sig deres bedste Caducci eller Pierre Cardin-jakkesæt for at imponere den ugentlig udvalgte dommer. Mændene er kendt under navnet The Swenkas, og de har kørt dette modeshow så længe, at ingen kan huske, hvornår eller hvorfor det hele begyndte. Filmen følger den yngste swenka Sabelo i hans livs mest turbulente tid. Han skal giftes, og han skal begrave sin far, der også var swenkaernes leder. Sabelo og hans swenka-kolleger befinder sig i en tilstand af uvished. Vil Sabelo opgive at swenke? Vil gruppen finde en ny leder? Vil kunsten at swenke overleve?